# Zoé
Zoé es una banda mexicana de rock alternativo formada en Cuernavaca, Morelos. La agrupación se formó en 1994 y encontró su estabilidad en 1997. Desde esa fecha ha contribuido a la música en español a gran escala durante los veintisiete años que tiene en el mercado musical. 
En 2019 Zoé recibió un reconocimiento por su álbum Aztlán; ganó el premio al mejor álbum de rock latino, urbano o alternativo en la 61.ª entrega de los Premios Grammy, fue su primer Grammy de la industria norteamericana, sin embargo, el conjunto había recibido otros dos en 2011 en la edición de los Premios Grammy Latinos y ha obtenido múltiples nominaciones y premios en diferentes ocasiones. La banda actualmente es liderada por León Larregui y conformada por Sergio Acosta (guitarra), Jesús Báez (teclados), Ángel Mosqueda (bajo) y Rodrigo Guardiola (batería). Han publicado siete álbumes de estudio, varios álbumes en vivo y diez giras por toda Latinoamérica, Norteamérica y España, sus canciones han formado parte de la banda sonora de películas y novelas. Su primer éxito «Soñé» formó parte de la banda sonora de la película Amar te duele, una de las películas más conocidas de México, han realizado comerciales para Coca-Cola y para la marca de computadoras portátiles HP, desde entonces se han posicionado como una de las mejores bandas del rock en español. Han revivido en varias líneas el rock ya que han mantenido su estética evolucionando su música a la era actual que es más sintética y digitalizada y han sido influencia de varios artistas latinos como Caloncho y Jósean Log. En 2020 participan en el documental de Netflix Rompan todo: la historia del rock en América Latina.  
Zoé tiene influencias del rock psicodélico, la balada romántica y el pop rock. Larregui ha escrito la mayoría de las letras de sus canciones, pero la técnica musical completa la generan cada uno de sus miembros haciendo del grupo conocido por sus canciones y su puesta en escena particular. Han ganado múltiples premios, entre ellos, los Grammy, y los Grammy Latinos. Sus álbumes, MTV Unplugged/Música de fondo, y Aztlán ganaron los premios a mejor álbum de música alternativa, en 2011 y en 2018, respectivamente. En 2020 varios artistas latinos versionaron canciones de la banda como Emmanuel del Real con «Azul», Caloncho con «Corazón atómico», Daniel Quién con «Luci», Ximena Sariñana con «10 a. m.», Porter con «Dead», Juan Pablo Contreras y la Orquesta Sinfónica de Bratislava de Eslovaquia con «No me destruyas, Daniela Spalla con «Veneno» y Manuel Carrasco con «Nada»,Juanes con «Vía Láctea», Morat con «Labios rotos», Mon Laferte con «Love». También Bronco y su cumbia mexicana con «Soñé», Alejandro Fernández con su estética ranchera interpretando «Arrullo de estrellas» yRawayana con la canción «Últimos días».

## Historia

### Años 1990: Antes de Zoé
Durante la década de los noventa el concepto de Zoé aún era incierto, la banda tuvo un largo camino haciendo presentaciones informales. Llegaron a tener apariciones en TV Azteca en su programa de música Coca-Cola Rock Líquido que estuvo al aire entre 1995 y 1996, donde dieron presentaciones con canciones inéditas como «Me da miedo pensar» y «Alter ego», también entrevistas. En dichas participaciones la banda estaba conformada por León Larregui (voz), Sergio Acosta (guitarra), Rodolfo Samperio (bajo) y Beto Cabrera (batería). Dicha alineación cambió cuando la banda se oficializó y Samperio con su separación de Zoé comenzó a formar parte de Petróleo, en ese momento Ángel Mosqueda ocupó el lugar del bajo y Jesús Báez se incorporó con los teclados.

### 1998-2002: Comienzos yZoé
Según se dice, León Larregui asistió a un concierto con Sergio Acosta y al término del mismo, Larregui le expresó: «Quiero crear una banda». A falta de espacios para mostrar su música, Zoé se da a conocer en la escena underground a través del internet y conciertos organizados por ellos mismos. Además, produjeron, por su propia cuenta, una demo titulada Demo Olmos, el cual contiene temas inéditos y las primeras maquetas que vendrían después en su primer álbum. En los inicios de la banda para costearse equipos de música y grabación Larregui tuvo que trabajar como modelo e incluso salió en vídeos musicales como «Se quiere, se mata» de la cantante colombiana Shakira.
Larregui y Acosta se mudaron a la Ciudad de México, y contactaron por correo electrónico al inglés Phil Vinall, quien se convirtió en parte importante de la banda y mezclaron su primer álbum en Londres.
Entre las canciones inéditas se encuentran «Espiral», «Espectro sol», «City», «Woody» y «Vacío». Gracias a sus esfuerzos y a la buena crítica que fueron recibiendo, la banda ganó popularidad en estaciones de radio en español en los Estados Unidos.[cita requerida] En 1998, firmaron su primer contrato discográfico con EMI Music, pero no obtuvieron resultados. A fines de 2000 firman contrato con la editora de música EMI Music Publishing en México, donde su director creativo, Fernando Briceño Palma logra firmarlos con Sony Music, distribuyendo a nivel nacional su primer álbum independientemente, titulado de forma homónima.

### 2003-2005:Rocanlover y The Room
En noviembre de 2003, Zoé lanza su segundo álbum, Rocanlover, producido por Phil Vinall, quien había trabajado previamente con bandas como Placebo y Elástica, y además había mezclado las canciones de su primer disco. El estilo musical de la banda ya pregonaba de ser fácil de reconocer y estaba claramente definido, ya sea por la peculiaridad de su sonido o por la mezcla de líricas en inglés y en español (algo que no era muy aplaudido en México). Zoé prestó varias de las canciones de Rocanlover para la banda sonora de la película Amar te duele, en la cual interpretaron su primer éxito.
Tras varios problemas con la disquera, Zoé abandonó a Sony Music a principios de 2004. La banda continuó en gira durante todo un año sin una discográfica que los apoyara, pero continuaron ganando seguidores con los sencillos auto-promovidos «Love» y «Veneno», y a principios de 2005, Zoé comenzó a trabajar con las canciones de su siguiente álbum. A mediados de 2005, la banda grabó la canción «Dead» con sus propios recursos. Por estas épocas, Beto Cabrera (el entonces baterista) dejó la banda. Zoé contrató a Jorge Siddhartha, pero para él poder continuar con su proyecto solista, fue sustituido por Rodrigo Guardiola, quien ha permanecido en su posición hasta el día de hoy.
Algunas discográficas mayores mostraron interés en firmar a la banda, pero los miembros del grupo, cansados de sus previas experiencias con discográficas trasnacionales, firmaron con Noiselab, una discográfica independiente en México que los llevó a ocupar un lugar importante en la escena musical mexicana. Bajo esta nueva discográfica fueron producidas nuevas canciones para completar el EP titulado The Room.
Debido a las malas experiencias en el mundo musical, fueron creciendo rumores sobre la separación especulada de la banda. Los miembros confesaron que si el EP no producía un resultado favorable, Zoé se separaría. Sin embargo, el EP fue un éxito rotundo y pasó a ser el primer EP en México en obtener disco de oro, el único EP en la historia de México que ha registrado tantas ventas y ha logrado tal éxito.[cita requerida] Algunas canciones fueron grabadas en inglés, y productores como Alan McGee expresaron su interés en llevar a la banda al Reino Unido y al resto de Europa, y la banda tomó la decisión de trabajar en un nuevo disco.

### 2006-2008:Memo Rex Commander y el Corazón Atómico de la Vía Láctea
Los primeros seis meses de 2006 fueron bastante activos para Zoé; durante todo este plazo, ofrecieron funciones muy estratégicas como el Festival Vive Latino y se comprometieron a la producción de su tercer álbum. En enero de ese año la banda se fue a Manzanillo para comenzar con la preproducción del álbum con Phil Vinall. Llegó febrero, con más espectáculos y más preproducción en la Ciudad de México. En marzo se grabaron las canciones del disco en Sonic Ranch Studios en Tornillo, Texas. En abril se llevó a cabo la posproducción. Las canciones fueron mezcladas en mayo y el álbum ya estaba listo a principios de junio.

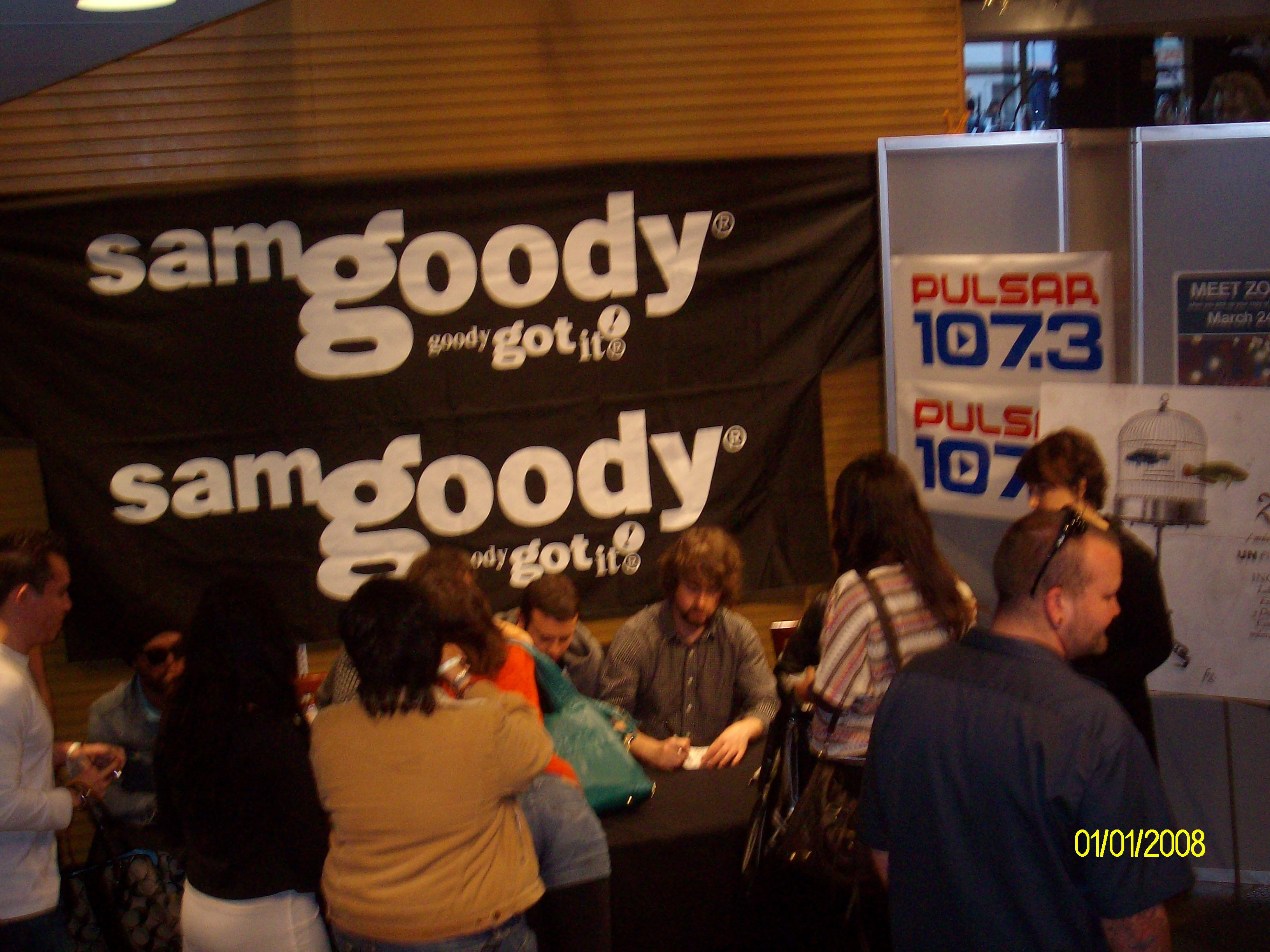
Zoé firmando autógrafos en Samgoodys en California.

Memo Rex Commander y el Corazón Atómico de la Vía Láctea salió a la venta el 12 de julio de 2006, debutando en el número uno en ventas en México con su primer sencillo, «Vía Láctea». El álbum alcanzó el Disco de oro gracias a sus más de 50.000 unidades vendidas cuatro semanas después de su lanzamiento, además de ser muy bien recibido por la crítica especializada. El disco fue presentado el 15 de julio de ese mismo año en el Teatro Metropólitan con dos fechas, totalmente agotadas desde semanas antes del espectáculo.
El primero de septiembre de 2006, Zoé se presentó en el Auditorio Nacional en un concierto de entradas agotadas. En noviembre de 2006, estuvieron de gira con Gustavo Cerati y Los Tres por todo México y Estados Unidos. Cuando la gira pisó el Palacio de los Deportes en la Ciudad de México, Nick McCarthy, el guitarrista de Franz Ferdinand, participó con ellos en la canción Human Space Volt.
Para conmemorar los diez años de la banda, se hablaban de muchas alternativas, desde un concierto masivo y gratuito en el Zócalo de la Ciudad de México hasta una presentación en un lugar pequeño, cuyas entradas fueron regaladas a aquellos que demostraran ser los fanes más devotos de la banda. Finalmente, se decidió que el concierto sería grabado el 28 de noviembre de 2007 en el Palacio de los Deportes. Al concierto asistieron 17.976 personas, por lo que se sabe que solo faltaron 24 personas para lograr un lleno total. El concierto contó con la participación de Chetes en las canciones «Love» y «Deja Te Conecto».
Este fue el primer disco en vivo de Zoé y salió a la venta en mayo de 2008 con el título «281107». El DVD salió a la venta en abril de 2009, el cual documenta la gira de Zoé, la preparación para el concierto, el concierto en sí, y testimonios de la banda y de algunos de sus seguidores.

### 2008-2010:Reptilectric
Desde principios de 2007, a León Larregui se le ocurrió la palabra Reptilectric, la cual fue creada a partir de leer acerca de las profecías mayas. Se decidió que ese sería el nombre de su siguiente álbum.
Las canciones comenzaron a ser escritas y estructuradas durante los primeros meses del año; curiosamente, lo primero que existió de este disco fue el nombre y no las canciones. Las canciones fueron grabadas en julio de ese mismo año en el estudio Sonic Ranch y nuevamente bajo la producción de Phil Vinall. La posproducción y mezcla se llevaron a cabo durante los meses de agosto y septiembre en Los Ángeles. Para principios de octubre, el disco estaba listo y con el primer sencillo en rotación: el tema «Reptilectric», lanzado el 8 de septiembre en radios. El vídeo musical se presentó el 16 de octubre, el mismo día en que Zoé se presentaba en los Premios MTV Latinoamérica.
La salida del álbum estaba planeada para el 11 de noviembre, pero debido a problemas de distribución, llegó a las tiendas de México el 13 de noviembre de 2008. El 27 de noviembre de 2008 se presentaron en el Auditorio Nacional con boletos agotados semanas antes. Reptilectric es considerado el mejor disco de la banda, recibiendo alabanzas por críticos en México y en otros países. Fue el segundo disco de la banda que salió a la venta fuera de México, llegando a España, Estados Unidos y toda Hispanoamérica.
Reptiletric estuvo cinco meses en el número uno en ventas de México. Gracias a esto, en mayo de 2009 fue certificado con Disco de platino por sus más de 150,000´00 copias vendidas, además de que certificaron el DVD «281107» con el Disco de oro por sus más de 10.000 unidades vendidas. En 2010 hicieron una gira por España, donde promocionaron su disco llamado Zoé 01-10, el cual contaba con las colaboraciones de Enrique Bunbury, Anni B Sweet, Vetusta Morla y Dorian interpretando Veneno, Nada, Vía Láctea y Poli; estuvieron en Coachella y a finales de ese año iniciaron la grabación del Unplugged.

### 2011-2012:MTV Unplugged
En marzo de 2011 la banda lanza al mercado el álbum MTV Unplugged/Música de fondo, recopilación de sus más exitosos temas en acústico, donde cuenta con la colaboración de Adrián Dárgelos, Enrique Bunbury, Chetes y Denise Gutiérrez («Lo Blondo») del grupo Hello Seahorse!. Esta compilación obtuvo disco de platino por sus ventas. El primer sencillo fue «Soñé», y el 18 de febrero de 2011 se estrenó el vídeo de dicha canción en el canal de música MTV. La canción tuvo bastante éxito ya que se mantuvo en la radio nacional de México aproximadamente más de 6 semanas. El tema «Labios rotos» también se mantuvo entre los primeros lugares de la radio mexicana.
El trabajo en este álbum les ha valido nominaciones para el Grammy Latino, la Lunas Del Auditorio e incluso una nominación para un premio especial en los MTV Europe Music Awards de 2011.
En octubre del mismo año el grupo recibió en Colombia el disco de oro por las ventas del álbum, siendo esta la primera vez que el grupo recibe un disco de oro fuera de México.
El tercer sencillo se llama «Luna», interpretado en dúo con Denise Gutiérrez y León Larregui seleccionada debido a que fue una de las más votadas en las páginas de Internet.
Con un mensaje en su sitio oficial, compartieron lo siguiente: «Para Zoé, el 2011 fue un año de muchos logros y satisfacciones».
El recibimiento que tuvo el material MTV Unplugged marcó un parteaguas en la carrera del grupo y de cada una de las personas involucradas en el proyecto. Paralelo a esto, Zoé y los que participaron en la gira Música de fondo, obsequiaron la canción «Energía», la cual fue lanzada al público el 14 de febrero de 2012 mediante descarga gratuita.

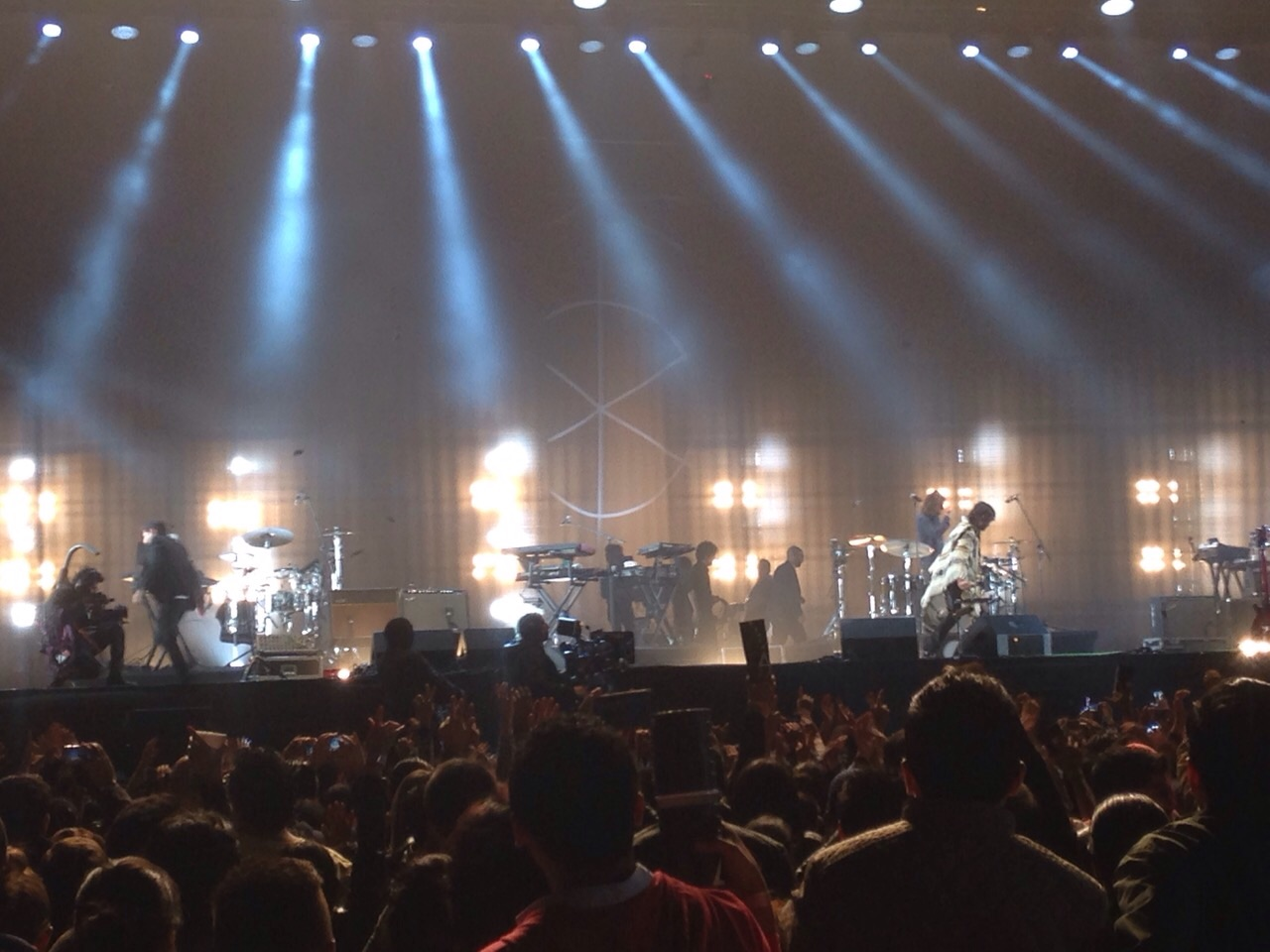
Zoé en un concierto en el Foro Sol en 2015.

### 2013-2014:Prográmaton
Phil Vinall aparece nuevamente como productor de esta producción grabada en el estudio Sonic Ranch en Tornillo, Texas. Durante el programa radiofónico «La Hora Nacional», anunciaron la quinta producción de estudio llamada Prográmaton. En el mismo, anunciaron la fecha de lanzamiento para el 29 de octubre, y en ese mismo espacio estrenaron su primer sencillo titulado «10 A.M.»
Su quinto sencillo «Arrullo De Estrellas» y su vídeo oficial salió el 7 de marzo de 2014.Su cuarto sencillo es «Fin de Semana» y su vídeo oficial salió el 23 de agosto de 2014.
Se realizó una gira por todo México a principios de 2014 y a mediados de este mismo año se embarcaron en una gira mundial pasando por países como España y Reino Unido para que finalmente llegara a Hispanoamérica, misma que finalizó a finales de ese mismo año.
Participaron en la XV edición del Festival Vive Latino como cabeza del cartel del cuarto y último día del festival.
La gira se cerró oficialmente el 8 de noviembre de 2014 en el Foro Sol, pisando por primera vez dicho escenario sin ser parte de ningún festival, contando con varios invitados y ampliando el Set List de canciones de la gira con una duración de 3 horas como regalo a los fanes que asistieron ese día, el cual fue grabado en DVD/CD como «81114» que salió a la venta un año después el 30 de octubre de 2015.
Después de dos años de descanso, durante los cuales el vocalista León Larregui lanzó su segundo álbum como solista en 2016 llamado Voluma, lanzaron un documental en 2017 titulado «Panoramas».

### 2018-2019:Aztlán
En 2018, más de cuatro años después de Prográmaton, Zoé lanzó un nuevo álbum titulado Aztlán. Salió a la venta el 18 de abril en físico como en plataformas digitales. El álbum fue publicado en Youtube el 19 de abril de 2018. De este se han desprendido los sencillos: «Azul», «Temor y Temblor», «Clarividad», «Hielo» y «No hay mal que dure». El 10 de febrero de 2019 el álbum ganó el Premio Grammy por "Best Latin Rock, Urban or Alternative Album", el primer Grammy en inglés que gana la banda.
Tras cinco años de ausencia en los escenarios, Aztlán, cuyo lanzamiento físico se realizó el viernes 20 de abril, marca el retorno de Zoé a la industria musical. El reencuentro de León Larregui, Jesús Báez, Sergio Acosta, Rodrigo Guardiola y Ángel Mosqueda se dio "de forma natural y emotiva, con la firme convicción de reinventar la identidad de la banda", según confesó Larregui en diálogo con El comercio.

### 2020:SKRyReversiones
A mediados de enero de 2020 León Larregui y Ángel Mosqueda dieron a conocer en Twitter que se estaba grabando lo que sería su séptimo álbum de estudio en Discos Panoram y el 11 de mayo de 2020 tanto en Twitter, Instagram y Facebook la banda dio a conocer el nombre del álbum y la fecha de estreno del primer sencillo (también llamado "SKR") que sería el 14 de mayo de 2020 a las 5:00 PM en todas las plataformas musicales, León confirmó en Twitter que el segundo sencillo se lanzaría a mediados de julio de ese mismo año.
Debido a varios problemas surgidos por la Pandemia de COVID-19, el lanzamiento del disco fue atrasado, finalmente el 15 de abril del 2021 el álbum fue lanzado para todas las plataformas de reproducción musical. A mediados del mismo año se anunció una gira por Estados Unidos, dicha gira comenzó en agosto y terminó en octubre, por esas fechas también se anunció la gira por México y Latinoamérica.
Entre 2020 y 2021 se estrenó el disco Reversiones, que es un tributo a Zoé celebrando sus más de 20 años de trayectoria.  Los temas corrieron a cargo de Daniela Spalla,  Meme, Andrés Calamaro, Caloncho, Daniel Quién, Manuel Carrasco, Ximena Sariñana,  Porter, Juan Pablo Contreras (junto con la  Orquesta Sinfónica de Bratislava), Juanes, Morat, Mon Laferte, Bronco, Rawayana y Alejandro Fernández.

### 2022 - 2024: Proyectos alternos de los integrantes de Zoé
En 2022 la banda finaliza el tour SKR y todos los integrantes se toman un descanso de sus actividades con Zoé. En 2023 Ángel Mosqueda y Jesús Báez, crean el proyecto musical Astronomía Interior, y lanzan su primer disco homónimo. En el mismo año, León Larregui se enfoca de nuevo en su carrera como solista lanzando su tercer disco "Prismarama".

### 2025: Vive Latino y Conciertos "Memorex, Rexsexex y más" en el Estadio GNP Seguros con 4 fechas Sold out
Durante la conferencia del Vive Latino, Rodrigo Guardiola fue representante de Zoé e indicó que por el amor que le tienen al Festival harían esa única presentación, y que Zoé estaba en un período de poca actividad, lo que dio a entender que no tendrían ninguna otra presentación, al menos en México, porque dijo "en el país".

Sin embargo tan solo un par de semanas después se revelaría que Zoé preparaba un concierto especial para sus fans en el Estadio GNP Seguros para el 1 de octubre de 2025, aunque habían dicho que Vive Latino sería su única presentación durante este año, la banda anunció el concierto "Memorex, Rexsexex y más"
Tras abrirse la preventa con Banamex, los boletos del concierto se agotaron en unas pocas horas, la banda rompió un récord histórico anunciando un total de 5 fechas, de las cuales 4 fueron Sold out (completamente agotadas), el récord fue que los boletos de preventa se agotaron en aproximadamente 90 minutos, y se anunciaron las siguientes fechas 27 y 28 de septiembre, 1 y 2 de Octubre. Y por demanda de los fans, una fecha adicional el 13 de noviembre de 2025, también en el estadio GNP Seguros, de la Ciudad de México.

## Estilo musical

### Influencias
León Larregui menciona que The Stone Roses, The Beatles, Depeche Mode, Genesis, Pink Floyd, The Charlatans, Soda Stereo, Led Zeppelin, Radiohead y Linkin Park son influencias para la banda.

## Giras y conciertos

### Conciertos

#### 28/11/07
El DVD 281107 es una producción que fue lanzada por la banda mexicana de rock alternativo Zoé. Se trata de la filmación que resultó del concierto que la agrupación concedió en el Palacio de los Deportes de la Ciudad de México, el 28 de noviembre de 2007 (por eso el nombre 281107), con motivo de la celebración de su décimo aniversario de existencia en la escena musical. El material salió a la venta el 28 de abril de 2009 en México.
La dirección estuvo a cargo de Gabriel Cruz Rivas, y también del baterista de la banda Rodrigo Guardiola. Parte del contenido fue exhibido en la gira de documentales Ambulante. También fue proyectado en la Cineteca Nacional en el ciclo «Rock en el Cine» y fue elegido para proyectarse en el Portland Latin American Film Festival 2009 (PDXLAFF).

#### 08/11/14
Luego de haber lanzado su quinto álbum de estudio Prográmaton a finales de 2013, la agrupación mexicana decidió presentarlo ante más de 40 mil asistentes en el Foro Sol de la Ciudad de México. La banda hizo un recorrido por su trayectoria al interpretar 27 temas extraídos de todos sus álbumes, además renovó viejas canciones al introducir sonidos más eléctricos y psicodélicos, combinados con la iluminación y las formas que se proyectaban en el escenario.
La agrupación mexicana Reyno fue la encargada de abrir el concierto, para después iniciar la banda con la canción «Sombras». Durante el evento se realizaron dos momentos de Encore: en el primero la agrupación reapareció junto a Denise Gutiérrez, de la banda de rock alternativo Hello Seahorse!, para interpretar la canción «Luna». El segundo Encore fue al terminar la canción «Love», tras el cual se interpretó «Ciudades Invisibles» y, finalmente, cerrar el concierto con «Deja Te Conecto».

### Giras
Principales
| Año  | Gira/tour                          | Otro Artista(s) | Duración |
| ---- | ---------------------------------- | --------------- | -------- |
| 2002 | Zoé Tour                           | Ninguno         | 2 años   |
| 2004 | Rocanlover Tour                    | Ninguno         | 2 años   |
| 2006 | MRCyECADLVL Tour                   | Ninguno         | 2 años   |
| 2008 | Reptilectric Tour                  | Ninguno         | 3 años   |
| 2011 | MTV Unplugged/Musica de fondo Tour | Ninguno         | 1 año    |
| 2012 | Zoé Tour 2012                      | Ninguno         | 1 año    |
| 2013 | Prográmaton Tour                   | Ninguno         | 2 años   |
| 2017 | XX Años Tour                       | Ninguno         | 1 año    |
| 2018 | Aztlán Tour                        | Ninguno         | 2 años   |
| 2021 | SKR Tour                           | Ninguno         | 2 años   |

## Miembros de Zoé
| - León Larregui - Voz, guitarra rítmica - Sergio Acosta - Guitarra líder - Jesús Báez - Teclados, coros - Ángel Mosqueda - Bajo - Rodrigo Guardiola - Batería y percusión - Felipe «Pipe» Ceballos - Percusiones y teclados - Andrés Sánchez - Teclados y Bajo | - Jorge Siddhartha - Batería, percusión y compositor - Alberto Cabrera - Batería y percusiones - Rodolfo Samperio - Bajo |

## Discografía
| - 2001: Zoé - 2003: Rocanlover - 2006: Memo Rex Commander y el Corazón Atómico de la Vía Láctea - 2008: Reptilectric - 2013: Prográmaton - 2018: Aztlán - 2021: Sonidos de Karmática Resonancia - 2008: 281107 - 2009: Dejando Huellas - 2011: MTV Unplugged/Música de fondo - 2015: 81114 - 2005: Grandes Hits - 2006: Hits 01-06 - 2010: 01-10 | - 2009: Reptilectric revisitado - 2015: Prográmaton Revisitado - 2015: Prográmaton Revisitado Vol. 2 - 2005: The Room - 2010: Colaboraciones España - 1997: Zoé (Tape) - 1998: Demos de Zoé - 1998: CD-R Pocket de Zoé - 1998: Zoé 1997-1998 - 1999: Zoé 1999 - 1999: Tómbola Recordings 90's EMI México - 1999: Demo Olmos |

## Videografía

### Videos musicales
| Año  | Canción                            | Otro Artista(s)  | Álbum         |
| ---- | ---------------------------------- | ---------------- | ------------- |
| 2001 | «Deja te conecto»                  | Ninguno          | Zoé           |
| 2002 | «Asteroide»                        | Ninguno          | Zoé           |
| 2002 | «Miel»                             | Ninguno          | Zoé           |
| 2003 | «Peace and love»                   | Ninguno          | Rocanlover    |
| 2004 | «Love»                             | Ninguno          | Rocanlover    |
| 2005 | «Dead»                             | Ninguno          | The Room      |
| 2006 | «She comes»                        | Ninguno          | The Room      |
| 2006 | «Vía láctea»                       | Ninguno          | MRCyECADLVL   |
| 2006 | «Vía láctea» (versión alternativa) | Ninguno          | MRCyECADLVL   |
| 2006 | «No me destruyas»                  | Ninguno          | MRCyECADLVL   |
| 2007 | «Paula»                            | Ninguno          | MRCyECADLVL   |
| 2008 | «Deja te conecto»                  | Ninguno          | Zoé           |
| 2008 | «Reptilectric»                     | Ninguno          | Reptilectric  |
| 2009 | «Nada»                             | Ninguno          | Reptilectric  |
| 2009 | «Poli»                             | Ninguno          | Reptilectric  |
| 2010 | «Nada»                             | Bunbury          | Reptilectric  |
| 2010 | «Poli»                             | Anni B Sweet     | Reptilectric  |
| 2011 | «Soñé»                             | Ninguno          | MTV Unplugged |
| 2011 | «Labios rotos»                     | Ninguno          | MTV Unplugged |
| 2011 | «Luna»                             | Denise Gutiérrez | MTV Unplugged |
| 2012 | «Bésame mucho»                     | Ninguno          | MTV Unplugged |
|      | «Energía»                          | Ninguno          | Sin álbum     |
| 2013 | «10 A.M.»                          | Ninguno          | Prográmaton   |
| 2014 | «Arrullo de estrellas»             | Ninguno          | Prográmaton   |
| 2014 | «Fin de semana»                    | Ninguno          | Prográmaton   |
| 2018 | «Azul»                             | Ninguno          | Aztlán        |
| 2018 | «Hielo»                            | Ninguno          | Aztlán        |
| 2018 | «No hay mal que dure»              | Ninguno          | Aztlán        |
| 2020 | «SKR»                              | Ninguno          | SKR           |
| 2020 | «Fiebre»                           | Ninguno          | SKR           |
| 2020 | «Karmadame»                        | Ninguno          | SKR           |
| 2020 | «El duelo»                         | Ninguno          | SKR           |
| 2021 | «Velur»                            | Ninguno          | SKR           |
| 2021 | «Popular»                          | Ninguno          | SKR           |

## Premios y nominaciones
La banda ha sido nominada a dos premios Grammys, doce Grammys latinos y diez premios MTV.